# Diaplochelus olseni
Diaplochelus olseni är en skalbaggsart som beskrevs av Dombrow 2006. Diaplochelus olseni ingår i släktet Diaplochelus och familjen Melolonthidae. Inga underarter finns listade i Catalogue of Life.